# Pogubie Wielkie
Pogubie Wielki là một hồ nước nằm ở Masurian Plains, nằm trên địa hình của Puszcza Piska, khu vực Tây Nam của pisz, gần làng Pogobie Średnie (Gmina pisz, pisz County, Warmińsko-Mazurskie).
Hồ là một hồ đa tầng với một hình tròn và độ sâu mà không có sự khác biệt đáng kể. Diện tích của hồ là 670,8 ha, chiều dài là 3,9 km, chiều rộng là 2,5 km, và độ sâu đến 2,6 mét. Ở phía Bắc của hồ là hòn đảo Ostrów Wielki với diện tích 21 ha. Hồ chủ yếu được bao quanh bởi rừng (khoảng 95%, 5% còn lại là cánh đồng và đồng cỏ). Bờ hồ là một vùng đầm lầy, và không dễ tiếp cận. Bề mặt hồ được bao phủ bởi thảm thực vật từ mặt nước. Dòng chảy chính của hồ là sông Rybnica, mang nước vào từ hồ Brzozolasek. Dòng chảy của hồ cũng là bởi dòng sông Rybnica ở phía Nam chảy nước đến hồ Pogubie Małe gần đó. Từ phía tây của hồ, dòng sông Zimna chảy vào.
Hồ nằm trong khu vực của Khu bảo tồn thiên nhiên Jezioro Pogubie Wielkie (khu bảo tồn thiên nhiên nguyên thủy).
Hồ được phân loại có chất lượng nước hạng hai với kết quả 2.4.